# Heat Wave (альбом Кола Чейдера и Кармен Макрей)
Heat Wave — студийный альбом вибрафониста Кола Чейдера и джазовой певицы Кармен Макрей, выпущенный в 1982 году на лейбле Concord Jazz. Чейдер умер через четыре месяца после завершения работы над альбомом, это была его последняя запись.
Альбом был аранжирован пианистами Марком Левином и Маршаллом Отвеллом. Макрей и Чейдер не очень ладили во время записи, и позже Чейдер перезаписал свои партии без участия Макрей. Макрей решила спеть «Bésame mucho» в оригинале на испанском языке, а Вилли Бобо помог ей с произношением.
Чейдер и Макрей заняли второе место в категории «Дуэт» на премии Jazz Awards журнала Cash Box по итогам 1982 года.

## Отзывы критиков
| Оценки критиков                     | Оценки критиков |
| Источник                            | Оценка          |
| ----------------------------------- | --------------- |
| AllMusic                            | [ 4 ]           |
| Encyclopedia of Popular Music       | [ 5 ]           |
| The Penguin Guide to Jazz           | [ 6 ]           |
| The Rolling Stone Jazz Record Guide | [ 7 ]           |

Скотт Яноу в своём обзоре для AllMusic пишет, что «потенциально захватывающее сочетание на самом деле получается не очень удачным, поскольку музыкантам было нечем заняться, а Макрей звучит нормально в латиноамериканском стиле, но не попадает в настроение разнообразного материала, и в целом работа несколько забывчива и разочаровывает». В журнале Billboard отметили, что, вероятно, в этих грувах слишком много Макрей и слишком мало Чейдера, хотя он находится на пике формы. Крис Альбертсон из Stereo Review написал: «Хотя объединить Кармен Макрей и Кола Чейдера было хорошей идеей, Heat Wave оказался последним альбомом Чейдера, так что мы никогда не увидим дальнейшего развития партнерства. Это действительно плохо, потому что комбинация работает очень хорошо. Макрей, которая обращается к испанскому для „Besame Mucho“, доказывает, что ей нравится любой латиноамериканский ритм. Здесь их множество, некоторые соответствуют материалу, другие нет, и даже песня Дюка Эллингтона „Do Nothin' Till You Hear from Me“ хорошо звучит в латиноамериканском исполнении. Я слышал записи обоих исполнителей получше, но эта прекрасная, удивительно разнообразная демонстрация их артистизма»

## Список композиций
| №  | Название                           | Автор(ы)                         | Длительность |
| -- | ---------------------------------- | -------------------------------- | ------------ |
| 1. | «Heat Wave»                        | Ирвинг Берлин                    | 3:07         |
| 2. | «All in Love Is Fair»              | Стиви Уандер                     | 4:27         |
| 3. | «Besame Mucho»                     | Санни Скайлар, Консуэло Веласкес | 5:26         |
| 4. | «Evil Ways»                        | Сонни Анри                       | 5:15         |
| 5. | «Do Nothin' Till You Hear from Me» | Дюк Эллингтон, Боб Расселл       | 3:12         |

| №  | Название                        | Автор(ы)                                  | Длительность |
| -- | ------------------------------- | ----------------------------------------- | ------------ |
| 1. | «Love»                          | Ральф Блейн, Хью Мартин                   | 3:06         |
| 2. | «Upside Down (Flor de Lis)»     | Джаван Виана, Реджина Вернек              | 4:33         |
| 3. | «The Visit»                     | Иван Линс, Виктор Мартинс, Реджина Вернек | 4:13         |
| 4. | «Speak Low»                     | Огден Нэш, Курт Вайль                     | 4:51         |
| 5. | «Don’t You Worry 'Bout a Thing» | Стиви Уандер                              | 3:42         |

## Участники записи
- Кол Чейдер — вибрафон
- Кармен Макрей — вокал
- Маршалл Отуэлл — фортепиано, аранжировка
- Марк Левин[англ.] — фортепиано, аранжировка
- Роб Фишер — бас-гитара
- Винс Латеано[англ.] — барабаны
- Пончо Санчес[англ.] — конга, перкуссия
- Рамон Банда — перкуссия, тембры
- Эл Бент — тромбон
- Майк Хитман — тромбон

## Чарты
| Чарт (1982)                       | Высшая позиция |
| --------------------------------- | -------------- |
| США (Billboard Top Jazz Albums)   | 25             |
| США (Cash Box Top 30 Jazz Albums) | 18             |